# Ньютон-Сентер
Нью́тон-Се́нтер (англ. Newton Centre) — одна из тринадцати деревень в городе Ньютон в округе Мидлсекс, штат Массачусетс, США.

## Общая характеристика
Главный коммерческий центр населённого пункта это треугольная территория, окружающая перекрёстки Бейкон-стрит, Центральная улица и Лэнгли-роуд. Это самый крупный центр города среди всех деревень Ньютона, который служит коммерчески привлекательным местом для западных пригородов Бостона. Ратуша и военный мемориал Ньютона расположены на проспекте Содружества, 1000, а Свободная библиотека Ньютона расположена на улице Гомера, 330 в центре Ньютона. Станция Newton Center ветки D зелёной линии MBTA находится на Юнион-стрит.
Исторический район Кристального озера и Плезант-стрит примерно ограничен акведуком Садбери, Плезант-авеню, Лейк-авеню, а также Кристал-стрит и Вебстер-корт. Этот район и его окрестности олицетворяют различные стили конца XIX и начала XX веков.
Кристалл-Лейк, природное озеро площадью 33 акра, является популярным местом для отдыха и купания среди местных жителей.
Здесь располагается кампус юридической школы Бостонского колледжа, который включает в себя жилье для студентов, расположен на Центральной улице на линии Newton Center-Newton Corner. Её выпускником, в числе прочих, является сенатор Эмилио Даддарио — уроженец Ньютон-Сентер.